# 대한민국 헌법 제61조
대한민국 헌법 제61조는 대한민국 헌법의 조항이다. 국회의원의 의무에 대해서 서술하고 있다.

## 본문
①국회는 국정을 감사하거나 특정한 국정사안에 대하여 조사할 수 있으며, 이에 필요한 서류의 제출 또는 증인의 출석과 증언이나 의견의 진술을 요구할 수 있다.
②국정감사 및 조사에 관한 절차 기타 필요한 사항은 법률로 정한다.

## 같이 보기
- 대한민국 헌법 제3장
- 대한민국 국회